# Bisdom Székesfehérvár
Het bisdom Székesfehérvár (Latijn: Dioecesis Albae Regalensis, Hongaars: Székesfehérvári egyházmegye) is een in Hongarije gelegen rooms-katholiek bisdom met zetel in Székesfehérvár. Het bisdom behoort tot de kerkprovincie Esztergom-Boedapest en is samen met het Bisdom Győr suffragaan aan het aartsbisdom Esztergom-Boedapest.
Het bisdom werd op 16 juni 1777 opgericht onder paus Pius VI en koningin Maria Theresia uit delen van het aartsbisdom Esztergom. Op 18 mei 1922 werden een aantal parochies ondergebracht in de nieuw ontstane apostolische administratie Burgenland.

## Bisschoppen van Székesfehérvár
- 1777-1789: Ignatius Nagy van Sellye (Séllyei Nagy Ignác)
- 1790–1811: Nicolas Milassin OFM
- 1816-1822: József Vurum (vervolgens bisschop van Oradea Mare en van Nitra)
- 1831–1835: János (Johannes) Horváth
- 1837–?: Ladislaus Barkóczy
- 1851–?: Emerich Farkas
- 1867-1874: Vincent Jekelfalussy (voormalig bisschop van Spiš)
- 1875–1877: Ferdinand Dulanski (vervolgens bisschop van Pécs)
- 1879–?: János Pauer
- 1905–1927: Ottokár Prohászka
- 1927–1968: Lajos Shvoy
- 1974–1982: Imre Kisberk
- 1982–1991: Gyula Szakos
- 1991–2003: Jusztin Nándor Takács OCD
- sinds 2003: Antal Spányi

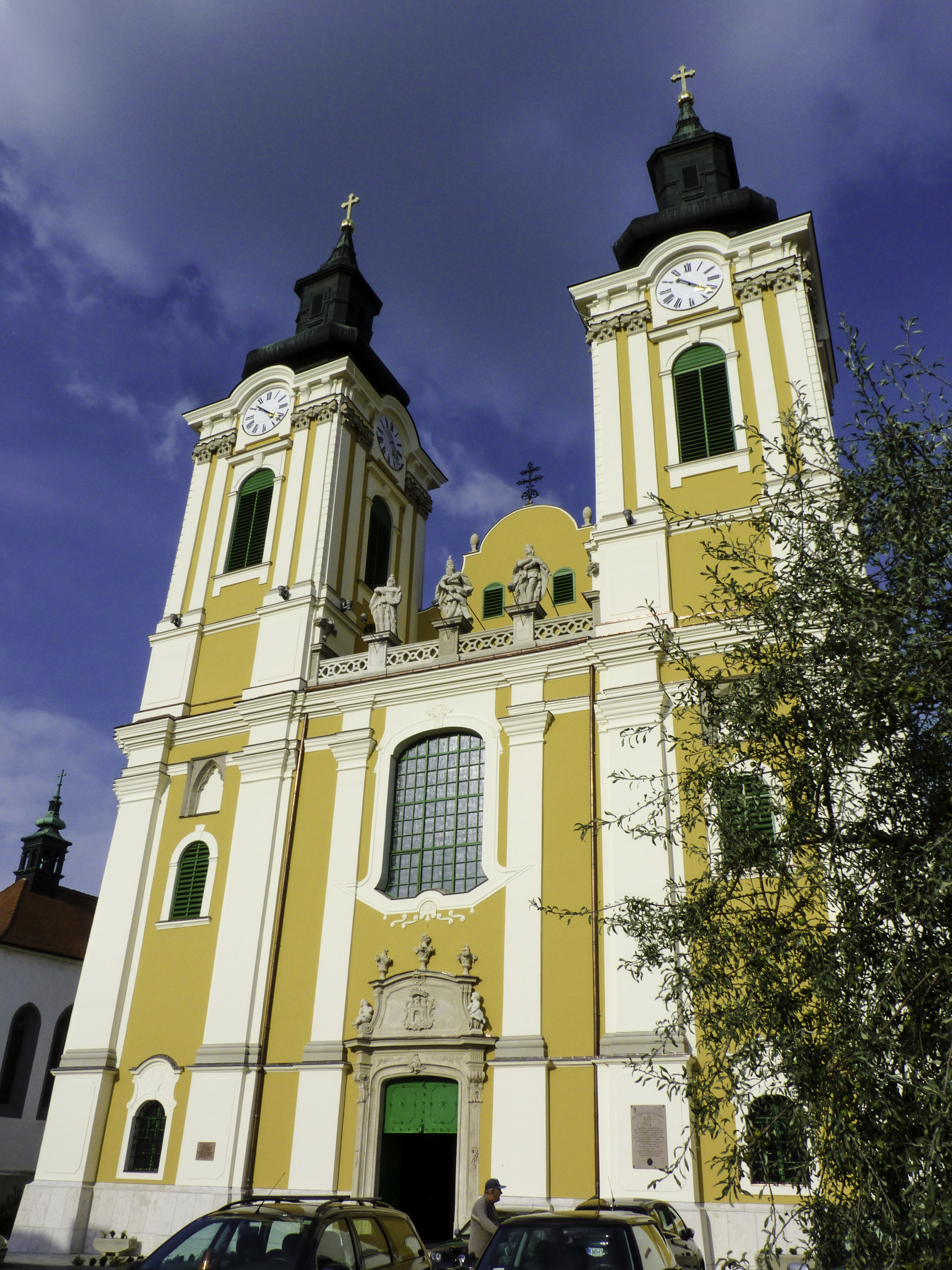
Stefanskathedraal
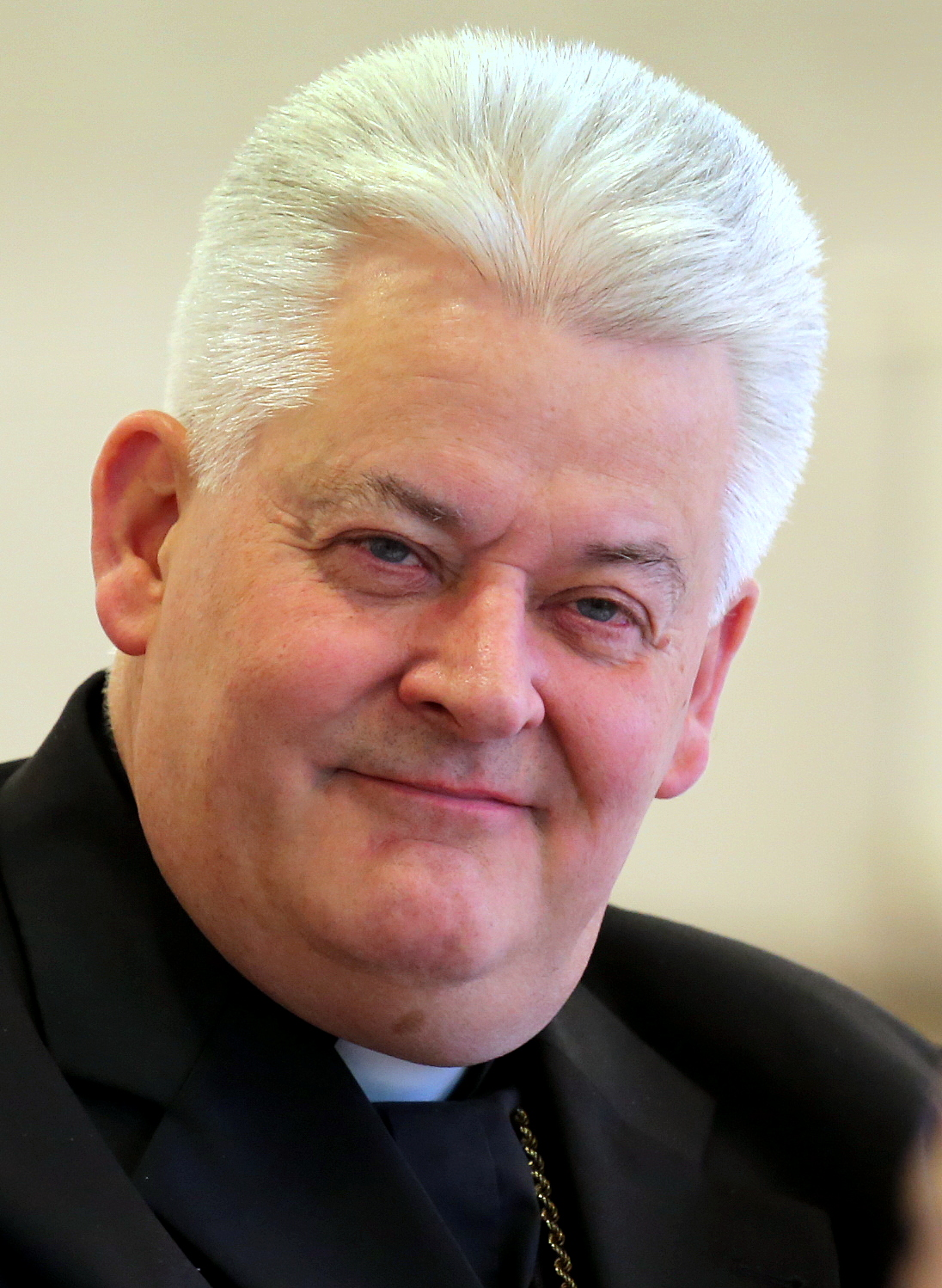
Bisschop Antal Spányi